# Lázaro Botelho
Lázaro Botelho Martins (Loreto, 11 de fevereiro de 1947) é um político brasileiro filiado ao Partido Progressista (PP). Foi deputado federal pelo estado de Tocantins.

## Biografia
Foi secretário de Fazenda da Prefeitura da Cidade de Araguaína (TO) de 2001 a 2005.
Em 2005 foi nomeado secretário municipal de Governo, também de Araguaína, função que exerceu até março de 2006 quando desincompatibilizou-se para disputar as eleições de outubro, sendo eleito deputado federal, para a 53.ª legislatura (2007-2011) com 36 540 votos (5,30%).
Foi reeleito deputado federal em 2010, para a 54.ª legislatura (2011-2015), com 41 888 votos (6,31%), e novamente em 2014, para a 55.ª legislatura (2015-2019), com 42 935 votos (5,86%). Não se elegeu para deputado federal em 2018, porém reassumiu o mandato temporariamente entre julho e novembro de 2022 na condição de suplente, com a licença do titular Osires Damaso. Nas eleições de 2022, conquistou o seu quarto mandato para a 57.ª legislatura (2023-2027), com 13 668 votos (1,65%).

## Posicionamentos
Votou a favor do Processo de impeachment de Dilma Rousseff. Já durante o Governo Michel Temer, votou a favor da PEC do Teto dos Gastos Públicos. Em abril de 2017 foi favorável à Reforma Trabalhista. Em agosto de 2017 votou contra o processo em que se pedia abertura de investigação do presidente Michel Temer, ajudando a arquivar a denúncia do Ministério Público Federal.

## Perda de mandato por decisão da Mesa Diretora da Câmara dos Deputados
Em 30 de julho de 2025, a Mesa Diretora da Câmara dos Deputados declarou a perda definitiva do mandato de Lázaro Botelho. A decisão foi motivada por uma mudança de entendimento do Supremo Tribunal Federal sobre as regras de distribuição das chamadas "sobras eleitorais". O STF formou maioria para invalidar a regra conhecida como “80/20”, que estabelecia que apenas partidos que atingissem ao menos 80% do quociente eleitoral, e candidatos com pelo menos 20% desse quociente, teriam direito à disputa pelas vagas remanescentes na eleição proporcional.
A própria Câmara dos Deputados tentou apresentar um recurso ao STF para impedir a mudança nas cadeiras dos parlamentares, mas o recurso foi rejeitado pelo colegiado da corte. Com a invalidação dessa regra, foi feita uma recontagem na totalização dos votos dos deputados pela Justiça Eleitoral no início de junho de 2025. Além de Botelho, outros seis deputados federais eleitos sob a vigência da regra antiga acabaram também perdendo os seus mandatos: Gilvan Máximo (Republicanos-DF), Augusto Pupio (MDB-AP), Lebrão (UNIÃO-RO), Sílvia Waiãpi (PL-AP), Professora Goreth (PDT-AP) e Sonize Barbosa (PL-AP). A decisão gerou indignação e protestos dos deputados atingidos, que afirmaram que irão convocar uma Greve de fome para protestar diante da decisão.

## Desempenho eleitoral
| Ano do pleito | Interpretação | Abrangência           | Partido | Candidato a      | Votos  | %     | Resultado  | Ref               |
| ------------- | ------------- | --------------------- | ------- | ---------------- | ------ | ----- | ---------- | ----------------- |
| 2006          | —             | Estadual no Tocantins | PP      | Deputado federal | 36 540 | 5,30% | Eleito     | [ 4 ]             |
| 2010          | —             | Estadual no Tocantins | PP      | Deputado federal | 41 888 | 5,75% | Eleito     | [ 5 ]             |
| 2014          | —             | Estadual no Tocantins | PP      | Deputado federal | 42 935 | 5,86% | Eleito     | [ 6 ]             |
| 2018          | —             | Estadual no Tocantins | PP      | Deputado federal | 40 270 | 5,62% | Não eleito | [ 7 ]             |
| 2022          | Até 2025      | Estadual no Tocantins | PP      | Deputado federal | 13 668 | 1,65% | Eleito     | [ 10 ]            |
| 2022          | Após 2025     | Estadual no Tocantins | PP      | Deputado federal | 13 668 | 1,65% | Não Eleito | [ nota 1 ] [ 17 ] |